# Троицкое сельское поселение (Новохопёрский район)
Троицкое сельское поселение — муниципальное образование в Новохопёрском районе Воронежской области.
Административный центр — село Троицкое.

## Административное деление
В состав поселения входят:
- село Троицкое
- поселок Новоржавец